# Gran Premio motociclistico di Turchia 2005
Il Gran Premio motociclistico di Turchia 2005 corso il 23 ottobre, è stato il sedicesimo Gran Premio della stagione 2005 del motomondiale e ha visto vincere: la Honda di Marco Melandri in MotoGP, Casey Stoner nella classe 250 e Mike Di Meglio nella classe 125.
Si tratta della prima edizione di un Gran Premio disputato sul territorio turco.
Per il pilota francese Di Meglio si tratta della prima vittoria nel motomondiale mentre per Melandri è la prima vittoria in MotoGP.

## MotoGP
Kenny Roberts Jr non partecipa a questo Gran Premio per infortunio.

### Arrivati al traguardo
| Pos | Nº | Pilota          | Squadra              | Motocicletta | Giri | Tempo     | Griglia | Punti |
| --- | -- | --------------- | -------------------- | ------------ | ---- | --------- | ------- | ----- |
| 1   | 33 | Marco Melandri  | Movistar Honda       | Honda        | 22   | 41:44.139 | 2       | 25    |
| 2   | 46 | Valentino Rossi | Gauloises Yamaha     | Yamaha       | 22   | +1.513    | 4       | 20    |
| 3   | 69 | Nicky Hayden    | Repsol Honda         | Honda        | 22   | +6.873    | 3       | 16    |
| 4   | 15 | Sete Gibernau   | Movistar Honda       | Honda        | 22   | +12.420   | 1       | 13    |
| 5   | 7  | Carlos Checa    | Ducati Marlboro      | Ducati       | 22   | +26.963   | 9       | 11    |
| 6   | 24 | Toni Elías      | Fortuna Yamaha       | Yamaha       | 22   | +29.105   | 6       | 10    |
| 7   | 5  | Colin Edwards   | Gauloises Yamaha     | Yamaha       | 22   | +29.255   | 5       | 9     |
| 8   | 6  | Makoto Tamada   | Konica Minolta Honda | Honda        | 22   | +33.345   | 7       | 8     |
| 9   | 4  | Alex Barros     | Camel Honda          | Honda        | 22   | +33.790   | 8       | 7     |
| 10  | 56 | Shin'ya Nakano  | Kawasaki Racing      | Kawasaki     | 22   | +44.225   | 10      | 6     |
| 11  | 17 | Chris Vermeulen | Camel Honda          | Honda        | 22   | +46.099   | 11      | 5     |
| 12  | 3  | Max Biaggi      | Repsol Honda         | Honda        | 22   | +50.184   | 12      | 4     |
| 13  | 19 | Olivier Jacque  | Kawasaki Racing      | Kawasaki     | 22   | +56.766   | 13      | 3     |
| 14  | 11 | Rubén Xaus      | Fortuna Yamaha       | Yamaha       | 22   | +1:01.360 | 16      | 2     |
| 15  | 21 | John Hopkins    | Suzuki MotoGP        | Suzuki       | 22   | +1:03.391 | 14      | 1     |
| 16  | 44 | Roberto Rolfo   | d’Antin Pramac       | Ducati       | 22   | +1:17.654 | 17      |       |
| 17  | 27 | Franco Battaini | Blata WCM            | Blata        | 21   | +1 giro   | 19      |       |
| 18  | 77 | James Ellison   | Blata WCM            | Blata        | 21   | +1 giro   | 18      |       |

### Squalificato
| Nº | Pilota        | Squadra         | Motocicletta | Griglia |
| -- | ------------- | --------------- | ------------ | ------- |
| 23 | Shin'ichi Itō | Ducati Marlboro | Ducati       | 15      |

## Classe 250

### Arrivati al traguardo
| Pos | Nº | Pilota            | Squadra                     | Motocicletta | Giri | Tempo     | Griglia | Punti |
| --- | -- | ----------------- | --------------------------- | ------------ | ---- | --------- | ------- | ----- |
| 1   | 27 | Casey Stoner      | Carrera Sunglasses - LCR    | Aprilia      | 20   | 39:28.243 | 2       | 25    |
| 2   | 1  | Daniel Pedrosa    | Telefonica Movistar Honda   | Honda        | 20   | +0.093    | 4       | 20    |
| 3   | 73 | Hiroshi Aoyama    | Telefonica Movistar Honda   | Honda        | 20   | +11.647   | 3       | 16    |
| 4   | 48 | Jorge Lorenzo     | Fortuna Honda               | Honda        | 20   | +21.861   | 7       | 13    |
| 5   | 34 | Andrea Dovizioso  | Team Scot                   | Honda        | 20   | +21.940   | 8       | 11    |
| 6   | 80 | Héctor Barberá    | Fortuna Honda               | Honda        | 20   | +22.258   | 6       | 10    |
| 7   | 5  | Alex De Angelis   | MS Aprilia Italia Corse     | Aprilia      | 20   | +43.755   | 1       | 9     |
| 8   | 15 | Roberto Locatelli | Carrera Sunglasses - LCR    | Aprilia      | 20   | +44.105   | 9       | 8     |
| 9   | 50 | Sylvain Guintoli  | Equipe GP de France - Scrab | Aprilia      | 20   | +48.918   | 13      | 7     |
| 10  | 57 | Chaz Davies       | Aprilia Germany             | Aprilia      | 20   | +54.376   | 17      | 6     |
| 11  | 25 | Alex Baldolini    | Campetella Racing           | Aprilia      | 20   | +54.651   | 16      | 5     |
| 12  | 6  | Alex Debón        | Wurth Honda BQR             | Honda        | 20   | +59.791   | 12      | 4     |
| 13  | 8  | Andrea Ballerini  | Abruzzo Racing              | Aprilia      | 20   | +1:00.082 | 22      | 3     |
| 14  | 32 | Mirko Giansanti   | Matteoni Racing             | Aprilia      | 20   | +1:00.225 | 23      | 2     |
| 15  | 96 | Jakub Smrž        | Arie Molenaar Racing        | Honda        | 20   | +1:00.338 | 19      | 1     |
| 16  | 28 | Dirk Heidolf      | Kiefer-Bos-Castrol Honda    | Honda        | 20   | +1:28.084 | 21      |       |
| 17  | 56 | Mathieu Gines     | Equipe GP de France - Scrab | Aprilia      | 20   | +1:34.665 | 25      |       |
| 18  | 33 | Arturo Tizón      | Wurth Honda BQR             | Honda        | 20   | +1:45.487 | 24      |       |
| 19  | 63 | Erwan Nigon       | Yamaha Kurz                 | Yamaha       | 19   | +1 giro   | 26      |       |
| 20  | 61 | Zheng Peng Li     | Zongshen Team of China      | Aprilia      | 19   | +1 giro   | 28      |       |
| 21  | 23 | Nicklas Cajback   | Yamaha Kurz                 | Yamaha       | 19   | +1 giro   | 30      |       |

### Ritirati
| Nº | Pilota          | Squadra                  | Motocicletta | Giri | Griglia |
| -- | --------------- | ------------------------ | ------------ | ---- | ------- |
| 55 | Yūki Takahashi  | Team Scot                | Honda        | 19   | 11      |
| 21 | Arnaud Vincent  | Scuderia Fantic Motor GP | Fantic       | 11   | 27      |
| 60 | Zhu Wang        | Zongshen Team of China   | Aprilia      | 11   | 29      |
| 24 | Simone Corsi    | MS Aprilia Italia Corse  | Aprilia      | 9    | 15      |
| 36 | Martín Cárdenas | Aprilia Germany          | Aprilia      | 4    | 18      |
| 44 | Tarō Sekiguchi  | Campetella Racing        | Aprilia      | 2    | 20      |
| 17 | Steve Jenkner   | Nocable.it Race          | Aprilia      | 2    | 14      |
| 19 | Sebastián Porto | Aprilia Aspar            | Aprilia      | 1    | 5       |
| 7  | Randy de Puniet | Aprilia Aspar            | Aprilia      | 0    | 10      |

### Non qualificato
| Nº | Pilota         | Squadra                  | Motocicletta |
| -- | -------------- | ------------------------ | ------------ |
| 20 | Gabriele Ferro | Scuderia Fantic Motor GP | Fantic       |

## Classe 125

### Arrivati al traguardo
| Pos | Nº | Pilota            | Squadra                       | Motocicletta | Giri | Tempo     | Griglia | Punti |
| --- | -- | ----------------- | ----------------------------- | ------------ | ---- | --------- | ------- | ----- |
| 1   | 63 | Mike Di Meglio    | Kopron Racing World           | Honda        | 19   | 39:50.377 | 6       | 25    |
| 2   | 75 | Mattia Pasini     | Totti Top Sport - NGS         | Aprilia      | 19   | +0.105    | 4       | 20    |
| 3   | 71 | Tomoyoshi Koyama  | Ajo Motorsport                | Honda        | 19   | +0.156    | 7       | 16    |
| 4   | 14 | Gábor Talmácsi    | Red Bull KTM                  | KTM          | 19   | +0.271    | 8       | 13    |
| 5   | 12 | Thomas Lüthi      | Elit Grand Prix               | Honda        | 19   | +0.417    | 1       | 11    |
| 6   | 58 | Marco Simoncelli  | Nocable.it Race               | Aprilia      | 19   | +5.752    | 9       | 10    |
| 7   | 32 | Fabrizio Lai      | Kopron Racing World           | Honda        | 19   | +6.148    | 11      | 9     |
| 8   | 47 | Ángel Rodríguez   | Team Toth                     | Aprilia      | 19   | +6.294    | 15      | 8     |
| 9   | 6  | Joan Olivé        | Nocable.it Race               | Aprilia      | 19   | +6.611    | 14      | 7     |
| 10  | 29 | Andrea Iannone    | Abruzzo Racing                | Aprilia      | 19   | +17.119   | 21      | 6     |
| 11  | 54 | Manuel Poggiali   | Metis Racing                  | Gilera       | 19   | +17.554   | 17      | 5     |
| 12  | 19 | Álvaro Bautista   | Seedorf RC3 - Tiempo Holidays | Honda        | 19   | +21.232   | 16      | 4     |
| 13  | 52 | Lukáš Pešek       | Metis Racing                  | Derbi        | 19   | +21.466   | 10      | 3     |
| 14  | 11 | Sandro Cortese    | Kiefer-Bos-Castrol Honda      | Honda        | 19   | +42.207   | 25      | 2     |
| 15  | 25 | Dario Giuseppetti | Semprucci Blauer USA          | Aprilia      | 19   | +42.798   | 26      | 1     |
| 16  | 18 | Nicolás Terol     | Caja Madrid - Derbi Racing    | Derbi        | 19   | +47.875   | 19      |       |
| 17  | 41 | Aleix Espargaró   | Seedorf RC3 - Tiempo Holidays | Honda        | 19   | +47.915   | 23      |       |
| 18  | 44 | Karel Abraham     | AB Cardion                    | Aprilia      | 19   | +48.240   | 22      |       |
| 19  | 28 | Jordi Carchano    | MVA Aspar                     | Aprilia      | 19   | +48.367   | 24      |       |
| 20  | 22 | Pablo Nieto       | Caja Madrid - Derbi Racing    | Derbi        | 19   | +48.693   | 20      |       |
| 21  | 46 | Mateo Túnez       | MVA Aspar                     | Aprilia      | 19   | +48.940   | 32      |       |
| 22  | 89 | Jules Cluzel      | Malaguti Reparto Corse        | Malaguti     | 19   | +1:07.174 | 28      |       |
| 23  | 42 | Gioele Pellino    | Malaguti Reparto Corse        | Malaguti     | 19   | +1:07.453 | 33      |       |
| 24  | 45 | Imre Tóth         | Team Toth                     | Aprilia      | 19   | +1:12.930 | 27      |       |
| 25  | 43 | Manuel Hernández  | Angaia Racing                 | Honda        | 19   | +1:13.742 | 30      |       |
| 26  | 31 | Sascha Hommel     | Arie Molenaar Racing          | Honda        | 19   | +1:36.276 | 35      |       |

### Ritirati
| Nº | Pilota           | Squadra                 | Motocicletta | Giri | Griglia |
| -- | ---------------- | ----------------------- | ------------ | ---- | ------- |
| 36 | Mika Kallio      | Red Bull KTM            | KTM          | 18   | 3       |
| 7  | Alexis Masbou    | Ajo Motorsport          | Honda        | 14   | 13      |
| 10 | Federico Sandi   | Angaia Racing           | Honda        | 12   | 29      |
| 8  | Lorenzo Zanetti  | Skilled I.S.P.A. Racing | Aprilia      | 8    | 18      |
| 48 | David Bonache    | LG Mobile Ssmracing     | Honda        | 5    | 34      |
| 55 | Héctor Faubel    | Master Aspar            | Aprilia      | 3    | 2       |
| 33 | Sergio Gadea     | Master Aspar            | Aprilia      | 3    | 5       |
| 49 | Daniel Sáez      | Totti Top Sport - NGS   | Aprilia      | 1    | 31      |
| 35 | Raffaele De Rosa | Matteoni Racing         | Aprilia      | 0    | 12      |